# (33333) 1998 SP66
(33333) 1998 SP66 est un astéroïde de la ceinture principale d'astéroïdes découvert en 1998.

## Description
(33333) 1998 SP66 a été découvert le 20 septembre 1998 à l'observatoire de La Silla, au Chili, par Eric Walter Elst.

### Caractéristiques orbitales
L'orbite de cet astéroïde est caractérisée par un demi-grand axe de 2,19 ua, un périhélie de 1,81 ua, une excentricité de 0,17 et une inclinaison de 6,39° par rapport à l'écliptique. Du fait de ces caractéristiques, à savoir un demi-grand axe compris entre 2 et 3,2 ua et un périhélie supérieur à 1,666 ua, il est classé, selon la JPL Small-Body Database, comme objet de la ceinture principale d'astéroïdes.

### Caractéristiques physiques
(33333) 1998 SP66 a une magnitude absolue (H) de 15,1 et un albédo estimé à 0,500.